# Patricio Echegaray
Patricio Eduardo Echegaray (San José de Jáchal, San Juan; 17 de octubre de 1946-Buenos Aires, 9 de agosto de 2017) fue un político argentino, que se desempeñó como Secretario General del Partido Comunista de Argentina desde 1986 hasta el año previo a su muerte.

## Trayectoria
Desde 1959 a 1963 fue dirigente del Centro de Estudiantes Secundarios de San Juan.[cita requerida]
En 1964 se afilia a la Federación Juvenil Comunista de la Argentina, teniendo actividad en las distintas tareas encomendadas, destacándose su actividad en la coordinadora de Juventudes Políticas en la década de 1970.
De 1970 a 1972, fue dirigente sindical de obreros y empleados del Estado (Ministerio de Educación Nacional), integrando la Dirección de la Confederación General del Trabajo (CGT) de los Argentinos en dicha provincia. Por esas actividades fue detenido a disposición del Poder Ejecutivo Nacional.[cita requerida]
En 1980 fue designado Secretario General de la Juventud Comunista.
Fue director de la prensa partidaria y autor de reportajes trascendentes como el realizado al Comandante Manuel Marulanda de las FARC, en Colombia.
En 1986 fue designado Secretario General del Partido Comunista, cargo que ejerció hasta su muerte, siendo reelecto en los sucesivos Congresos Partidarios.
Pasó por cárceles y persecuciones durante las distintas dictaduras en Argentina y fue dos veces juzgado y condenado por la Ley anticomunista.
Fue elegido Legislador por la ciudad de Buenos Aires en el año 2000, junto a Patricia Walsh, a través de la coalición Izquierda Unida.
Fue uno de los principales referentes en la Argentina del Foro de San Pablo, que agrupa a las fuerzas de izquierda de América Latina. Es intensa su actividad internacionalista vinculada al proceso latinoamericano, en particular en los procesos de Colombia, Bolivia, El Salvador, Venezuela y Cuba.
Fue habitual interlocutor de importantes dirigentes de la izquierda mundial como Fidel Castro, Schafik Hándal o Manuel Marulanda, entre otros.
Integró el Consejo de Redacción de la revista América Libre y de la revista Contexto Latinoamericano.

## Libros
- Hacia dónde va el alfonsinismo? (1987)
- Utopía y Liberación: diez años de escritos políticos (1996)
- Notas sobre la Revolución Latinoamericana (2005)

## Comisiones que integró
- Presupuesto, Hacienda, Administración Financiera y Política Tributaria
- Desarrollo Económico, Mercosur y Políticas de Empleo

## Enlaces relacionados
- Entrevista del Diario "El Litoral"
- Audio sobre el conflicto de la fotografía junto a Raul Reyes
- Legislador denunció que "el menemismo quiere una masacre"
- Página oficial